# Omnibuslinie Apolda–Jena

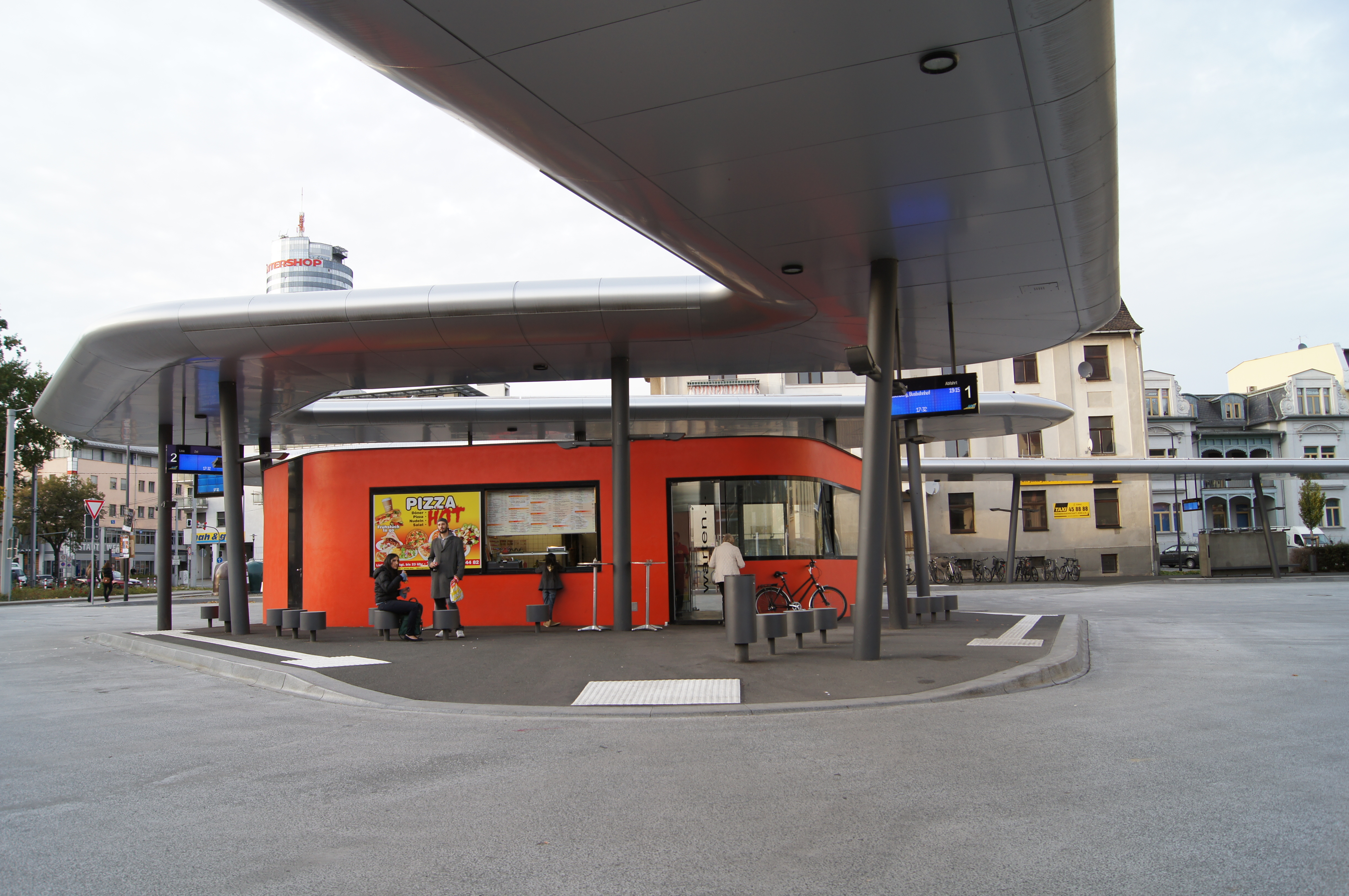
Der Jenaer Busbahnhof als eine der heutigen Endhaltestellen

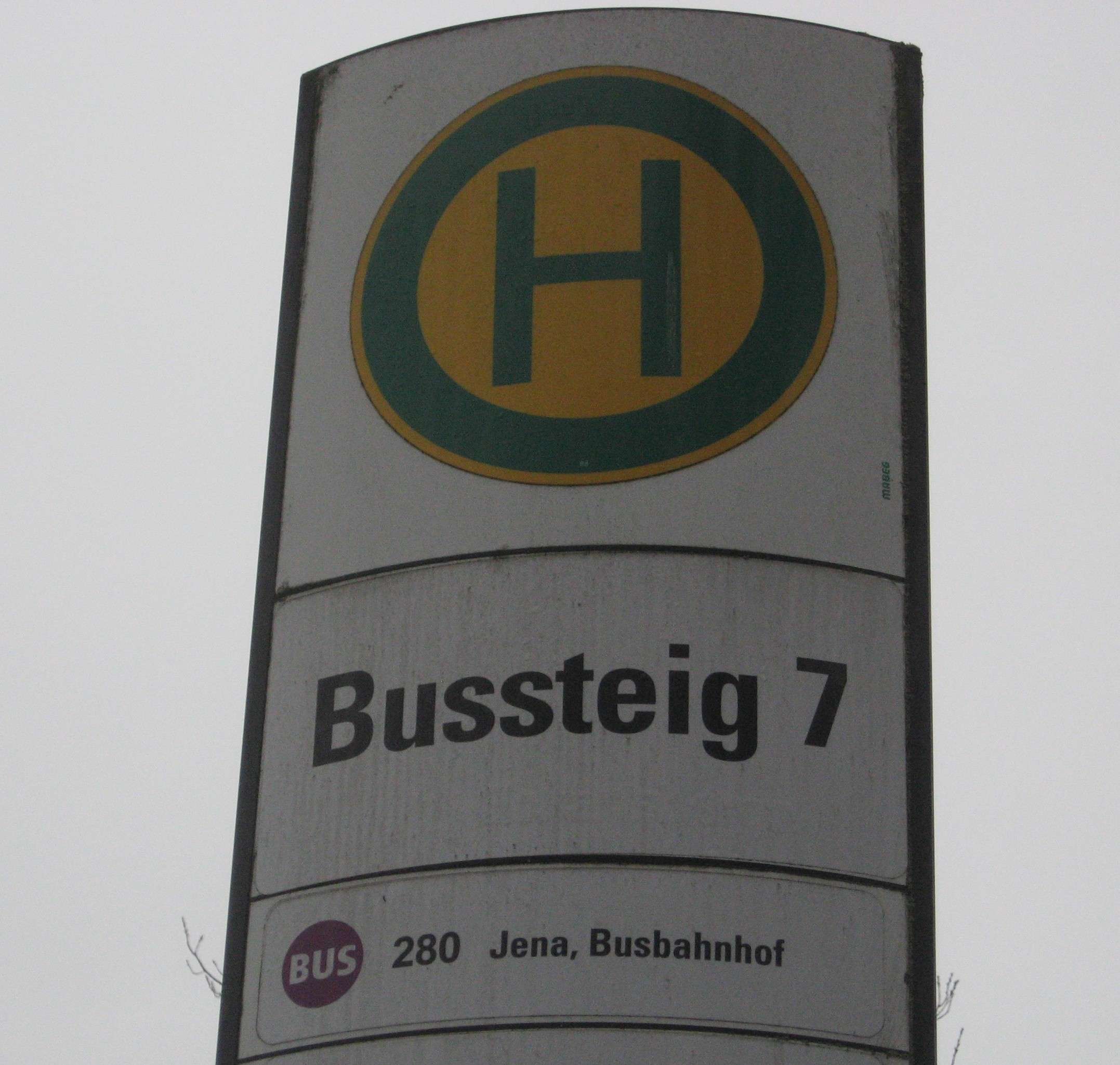
Bussteig 7 am Busbahnhof Apolda mit Abfahrten nach Jena

Die Omnibuslinie zwischen  Apolda  und Jena nahm am 5. September 1909 den fahrplanmäßigen Verkehr auf und ist die älteste regelmäßige Kraftverkehrsverbindung zwischen zwei Städten in Thüringen.

## Geschichte
Das Vorgängerprojekt von 1889 sah vor, die beiden Städte mittels einer Eisenbahnstrecke zu verbinden. Auch eine Straßenbahnlinie wurde in Erwägung gezogen. Die Stadtverwaltung war jedoch von einem Nutzen für die Stadt nicht überzeugt und wies die Vorschläge ab. Außerdem sah man die Strecke als zu schwierig und zu teuer an.
Im Jahr 1902 befasste sich der Stadtrat Apolda mit der Idee einer elektrischen Omnibusverbindung. Diese wurde aber ebenfalls verworfen. Erst 1904 wurde der Vorschlag wieder aufgenommen. Im April desselben Jahres sollte eine Probefahrt stattfinden, die jedoch wegen Lieferproblemen der vorgesehenen Automobile erst am 11. August 1909 stattfand. Da es zu Komplikationen kam, wurde für den 24. August eine weitere Probefahrt angesetzt, welche ohne größere Vorfälle auf dem Marktplatz in Jena beendet wurde. Startpunkt war das Hotel Thüringer Hof in Apolda.
Der regelmäßige Verkehr wurde am 5. September 1909 aufgenommen. Im Oktober desselben Jahres wurde ein zweiter Wagen in Dienst gestellt. Am 10. Dezember 1909 wurde die amtliche Erlaubnis zum Betrieb dieser Strecke erteilt. Am 28. April 1910 wurde die Automobil-Omnibuslinie Apolda–Jena GmbH gegründet, die am 12. Mai 1910 beim Amtsgericht Apolda in das Register eingetragen und offizielle Betreiberin der Linie wurde.

## Betreiber
Die zuständigen Verkehrsgesellschaften wechselten mehrfach. Unter anderem waren mit dem Betrieb ab dem 1. April 1914 die Jenaer Elektrizitätswerke AG. 
Ab Anfang der 1950er Jahre der Betriebsteil Apolda des VEB Verkehrskombinates Erfurt und ab dem 1. Juli 1990 die Kraftverkehr Apolda GmbH beauftragt. 
Seit dem 1. Januar 1992 wird die Route als Linie 280 von der Personenverkehrsgesellschaft mbH Apolda betrieben, die mittlerweile in der Personenverkehrsgesellschaft mbH Weimarer Land aufging.